# Даринка Митова
Даринка Иванова Митова (родена на 28 юни 1953 г.) е българска актриса. По-известна е с дублирането на филми и сериали.

## Ранен живот и кариера
През 1976 г. завършва актьорско майсторство за драматичен театър във ВИТИЗ „Кръстьо Сарафов“ при професор Гриша Островски.
Играла е в Младежкия театър. Митова е член на Българския есперантски театър.

## Театрални роли
- Саша в „Старият дом“
- Кокошката Стоянка в „Приключения опасни за герои сладкогласни“[1]
- Момичето в „Дон Жуан се връща от война“
- Момичето в „И утре ще си хубава“
- „Великото преселване на децата“
- „Когато куклите не спят“

## Телевизионен театър
- „Зайко-всезнайко“ (1988) (Сергей Михалков)
- „Донаборник“ (1981)
- „Левски“ (1977) (от Васил Мирчовски, реж. Гертруда Луканова)

## Кариера на озвучаваща актриса
Митова участва в дублажите на сериали като „Богат, беден“, „Бар Наздраве“, „Италианската булка“, „Д-р Куин Лечителката“, „Смешно отделение“, „Адвокатите от Бостън“ (от трети до пети сезон), „Осмо чувство“ (от първи до шести сезон), „Последователите“ и „Готъм“, минисериала „Десет малки негърчета“, както и в анимационните поредици „Семейство Флинтстоун“ (дублажи на БНТ и bTV/VMS), „Каспър и космическите ангели“, „Моето малко пони: Филмът“, „Чип и Дейл: Спасителен отряд“, „Мишел Ваян“, „Покемон“ и „Генератор Рекс“.
| Актриса            | Заглавия | Роли                                                                        |
| ------------------ | --- | --------------------------------------------------------------------------- |
| Алесандра Мартинес | Пещерата на златната роза (дублаж на TV7) Пещерата на златната роза 2 (дублаж на TV7) Пещерата на златната роза 3 (дублаж на TV7) Пещерата на златната роза 4 (дублаж на TV7) Пещерата на златната роза 5 (дублаж на TV7)                                              | Фантагиро                                                                   |
| Джейда Пинкет Смит | Хоторн (в трети сезон) Готъм | Кристина Хоторн Фиш Муни                                                    |
| Джийн Вандър Пил   | Семейство Флинтстоун (дублажи на БНТ и bTV/студио VMS) Семейство Флинтстоун: Яба Даба Ду! (дублаж на студио Мулти Видео Център) Коледата на Семейство Флинтстоун (дублаж на Мулти Видео Център) Коледната песен на Семейство Флинтстоун (дублаж на Мулти Видео Център) | Уилма Флинтстоун Уилма Флинтстоун и Марта Слейт Уилма Флинтстоун            |
| Джуди Рейес        | Касъл (дублаж на Александра Аудио) Подли камериерки | Тереза Кандела Зойла Диас                                                   |
| Елизабет Пъркинс   | Семейство Флинтстоун (първи и втори дублаж на БНТ) Трева (сезони 3-4) | Уилма Флинтстоун Силия Хоудс                                                |
| Имелда Стонтън     | Убийства в Мидсъмър (дублаж на TV7) Господарка на злото 2 | Кристин Купър Блатиче                                                       |
| Кандис Бъргън      | Адвокатите от Бостън (от трети до пети сезон) Жените | Шърли Шмид Катрин Фрейзър                                                   |
| Клорис Лийчман     | Моето малко пони: Филмът Желанието на Анабел | Хидия Леля Агнес                                                            |
| Кристен Джонстън   | На гости на третата планета (дублаж на студио GTV) Бивши | Сали Соломон Холи Брукс                                                     |
| Кристин Барански   | На гости на третата планета (дублаж на студио GTV) Стари приятели 2 | Соня Умдал Телма                                                            |
| Лия Ремини         | Кралят на квартала (в девети сезон) Бивши | Кари Хефернан Ники Гарднър                                                  |
| Рейчъл Лилис       | Покемон (от първи до пети сезон) Покемон (от трети до пети сезон) Покемон: Филмът 2000 (дублаж на БНТ) | Джеси Мисти Джеси                                                           |
| Рейчъл Никълс      | Континуум Вещиците от Ийст Енд | Кийра Камерън Айсис                                                         |
| Сигорни Уийвър     | Пришълецът: Завръщането (дублаж на БНТ) Легендата за Десперо (дублаж на Александа Аудио) | Рипли 8 Разказвач                                                           |
| Трес Макнийл       | Чип и Дейл: Спасителен отряд Тимон и Пумба | Кизмет Шензи                                                                |
| Упи Голдбърг       | Заредено оръжие (дублаж на БНТ) Цар лъв Цар лъв 3: Хакуна матата Корина, Корина Господарят на страниците (дублаж на Мулти Видео Център) Дядо и Баба Коледа Паднал от Марс                                                                                              | Сержант Били Йорк Шензи Корина Уошингтън Фантазия Луси Кълинс Брат Лавбътър |
| Шели Лонг          | Бар Наздраве Една различна Коледа | Даян Чеймбърс Елизабет Гейтс                                                |

## Филмография
- „Толкова очаквани приятелства“ (1984)
- „Преразказани приказки. Хубавка и звяра“ (1984)
- „Нестинарка“ (тв, 1987)
- „Недорасъл“
- „Зайко Всезнайко“
- „Случка в Гибралтар“
- „Полицаите от края на града“ – Г-жа Брезинска (2018)

## Личен живот
Тя и съпругът ѝ имат двама синове.